# MAW
MAW ([mɔː] чит. «Мо», сокр. от Medium Antitank Weapon, «среднее противотанковое оружие», армейский индекс — XM224) — американский опытный переносной противотанковый ракетный комплекс, разработанный в нескольких вариантах компанией «Макдоннелл эйркрафт» для эшелонирования противотанковых средств в тактическом звене «отделение—взвод». В варианте оборудованном станком для стрельбы из положения сидя является непосредственным предшественником серийного ПТРК «Дракон». На момент проведения работ MAW был вторым по дальности стрельбы после TOW носимым противотанковым средством в американском арсенале.

## История
Разработка комплекса началась в военных лабораториях «Макдоннелл» в инициативном порядке в начале 1960-х гг., как ответвление от программы TOW (в варианте реализации «Макдоннелл» ПТРК назывался «Сайдкик»), — в арсенале компании имелся сравнительно хорошо проработанный прототип станкового ПТРК, прошедший совместные армейские испытания и показавший неплохие результаты, но отвергнутый армейским командованием в пользу образца от компании «Хьюз». Указанный прототип предназначался для эксплуатации расчётом в количестве трёх человек и мог переноситься вручную в разобранном виде на короткие расстояния, для обеспечения нормальной мобильности комплексу на поле боя и вне его требовались транспортные средства. Перед инженерами-конструкторами была поставлена задача облегчить его для ношения и эксплуатации одним военнослужащим с сохранением, насколько это возможно, боевых возможностей исходного образца. Кроме того, в загашниках компании имелся переносной BRAT (с довольно оригинальной системой наведения, реализовавшей принцип радиолокационной подсветки цели оператором и наведения ракеты на контур цели на продуцируемом излучателем радиационном фоне местности). Как синтез двух указанных проектов (от одного позаимствовавший систему наведения, от другого размеры), в сентябре 1961 года стартовала работа над комплексом «Сайдкик-2», получившим заводской индекс «модель 146-Б» (Model 146B). Практически одновременно с началом работ по комплексу, компании удалось заручиться государственной поддержкой проекта, военными было сформулировано тактико-техническое задание, в рамках которого предстояло работать разработчикам. Тогда же были предъявлены требования к эффективной дальности стрельбы комплекса, которая должна была составлять около километра (зона ответственности пехотного взвода вглубь территории противника на занимаемом участке фронта). Впоследствии, ТТЗ было дополнено требованием обеспечения одинаковой боевой эффективности комплекса для действий не только в обороне, но и в нападении, в том числе, при стрельбе по стационарным бронеобъектам, в результате чего проект был скорректирован в направлении создания «среднего противотанкового штурмового оружия» (Medium Antitank/Assault Weapon, аббр. MAAW). К тому времени уже началось оснащение Вооружённых сил США одноразовыми ручными противотанковыми гранатомётами LAW («лёгким противотанковым оружием»), также к принятию на вооружение готовились тяжёлые противотанковые комплексы для размещения на бронетехнике. Образовывался пробел в низовом тактическом звене пехотных подразделений, для заполнения которого и разрабатывался указанный образец вооружения. С самого начала и до конца работ над MAW руководство проектом от армии осуществлял сотрудник лаборатории средств огневой поддержки пехоты Редстоунского арсенала Норман Комус. Тактические аспекты разработки перспективного образца вооружения контролировались полковником Сайрилом Штернером от Управления ракетных войск (после разделения тактических средств противовоздушной и противотанковой обороны в два самостоятельных направления). В структуре «Макдоннелл» за проведение опытно-конструкторских работ отвечало подразделение в Тайтусвилле, штат Флорида, общее руководство ходом работ велось из Сент-Луиса, штат Миссури, там же решалась часть производственных вопросов.

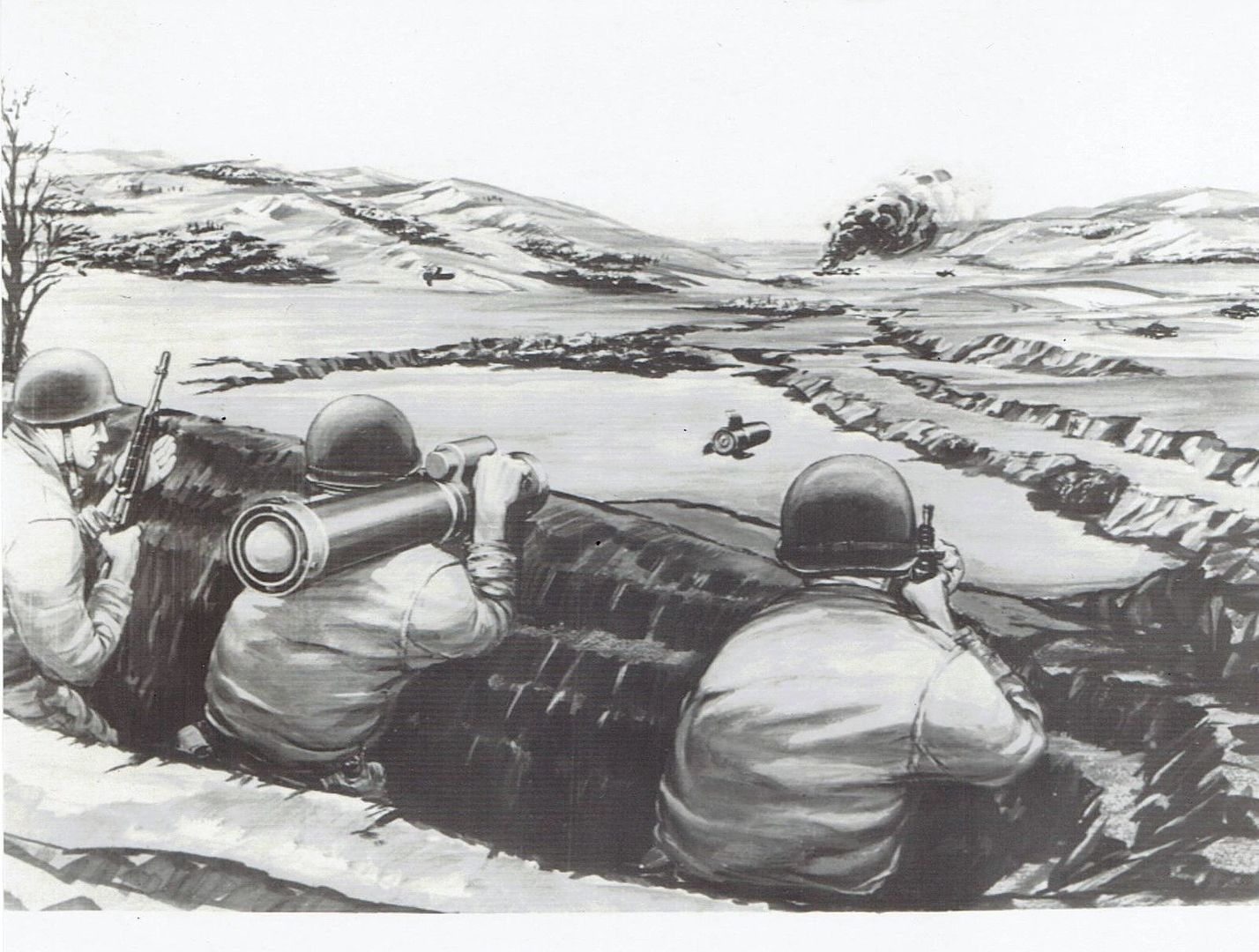
Пуск ракеты из положения стоя в окопе с локтевым упором о бруствер (рисунок концепции боевого применения комплекса в обороне, март 1966 года)

Устаревшим образцом вооружения, заменить которое в войсках был призван MAW было 90-мм безоткатное орудие, в сравнении с которым у него были все шансы на успех в плане принятия на вооружение. В августе 1964 года с «Макдоннелл» был заключен контракт на сумму $2,178 млн (в ноябре доведённый до $2,720 млн) для изготовления опытных образцов комплекса и ракет для испытаний. На начальном этапе конкуренции за национальный рынок сбыта в 1964—1965 гг. развернулась борьба с альтернативным проектом ПТРК DC-MAW, разрабатывавшегося армейскими инженерами-ракетчиками Редстоунского арсенала совместно с военными лабораториями компании «Форд-инструмент». В совместных стрельбовых испытаниях победу одержал MAW (ко времени завершения испытаний было отстреляно 13 из 15 опытных ракет, все 13 успешно) и финансирование альтернативного проекта было урезано. Осенью 1966 года Редстоунский арсенал посетила делегация британских военных чинов, которым была продемонстрирована новая ракета. После завершения совместных испытаний, в качестве конкурента MAW был представлен ранее секретный ПТРК «Вайпер» от «Локхид эйркрафт» массой 11,3 кг с гиперзвуковой скоростью полёта ракеты 1030 м/сек, разработка которого велась под руководством Агентства по перспективным оборонным научно-исследовательским разработкам. Поскольку конкурирующий проект курировался другим ведомством, армейское командование исходно не собиралось уступать и ему не составило особого труда продавить собственный проект, в результате чего до совместных испытаний MAW и «Вайпера» дело не дошло. К оптимизации комплекса под стрельбу с плеча из различных положений и минимизации воздействия биомеханических факторов на процесс наведения была привлечена Эргономическая лаборатория Армии США. В ходе работы над эргономичностью комплекса на армейской базе в Форт-Райли под надзором антрополога «Макдоннелл» Уолтера Эллиса проводились антропометрические исследования, для которых было отобрано двести солдат из различных гарнизонов страны, объяснялась эта потребность называлась следующим образом: «Создать оружие, подогнанное под человека, а не подгонять человека под оружие».
На этапе конкуренции с другими типами противотанкового вооружения в 1965—1966 гг., борьба развернулась между MAW и уже упомянутым тяжёлым ПТРК TOW и ПТУРС «Шиллейла», как альтернативными или взаимодополняющими противотанковыми средствами, заказ на серийное производство которых ожидался к размещению в бюджете на 1968—69 гг. Полномасштабные опытно-конструкторские работы с привлечением технических возможностей и персонала казённых исследовательских и испытательных учреждений были запланированы Управлением ракетных войск Армии США на 1967—1968 гг. Проект был признан приоритетным, контрольные стрельбовые испытания перед принятием на вооружение были назначены на весну 1967 года. Стрельбы предполагалось провести на мысе Кеннеди и на полигоне Редстоунского арсенала. Тогда же ожидалось финансирование, требуемое для организации предсерийного производства и закупки армией партии ракет. К производству ракет предполагалось привлечь казённые предприятия: Радфордский армейский завод боеприпасов, Радфорд, Виргиния; Пикатиннский арсенал управления боеприпасов, Довер, Нью-Джерси; Лаборатория электроники управления электроники, Форт-Монмут, Нью-Джерси и ряд других учреждений.

## Завершение проекта
В статьях на оборонные расходы федерального бюджета на 1967—1968 бюджетный год Конгрессом США были предусмотрены расходы на НИОКР по тематике MAW, но не было предусмотрено закупки опытной партии ракет. В том же году завершилось слияние компаний «Макдоннелл» и «Дуглас» в корпорацию «Макдоннелл Дуглас», разработка всех вариантов MAW кроме одного была прекращена, этим последним являлся вариант со станком-двуногой, который получил название «Дракон» и далее разрабатывался отдельно. Имеющиеся наработки были предоставлены инженерам «Дугласа».

## Устройство
Комплекс включал в себя ракету в гладкоствольной пусковой трубе (launcher) из облегчённого армированного стекловолокна и съёмный прибор наведения (tracker) с двусторонними рукоятками управления огнём, прицельными приспособлениями и станцией передачи команд. Ракета поставлялась в пусковой трубе в снаряжённом виде и не требовала дополнительных манипуляций для приведения в готовность к бою. Пусковая труба была одноразовой и в задней своей части имела раструб (казённик) в котором вмещался выбрасывающий двигатель. Прибор наведения имел рукоятки управления огнём, телескопический прицел, станцию формирования и передачи команд, и блок электроники. Рукоятки были изготовлены из поликарбонатного стеклополимерного материала (glass filed polycarbonate) как на ранних образцах ПЗРК Redeye и некоторых иных образцах ручного стрелкового оружия. Маршевый ракетный двигатель по сути представлял собой несколько расположенных в ряд брикетов последовательного воспламенения с рядами прорезей (выполняющих функцию сопел) вдоль корпуса ракеты кольцом вокруг каждого брикета. Оператор удерживал перекрестье прицела на цели, станция формирования и передачи команд работающая в прямоугольной системе координат фиксировала визуальное отклонение ракеты от центра прицела и по скорости перемещения ракеты в стороны от него или к нему вычисляла параметр рассогласования между траекторией полёта ракеты и линией визирования цели, передавала по проводам на автопилот ракеты необходимые поправки, которые преобразовывались в импульсы системы УВТ.
Наибольшую устойчивость при стрельбе обеспечивал локтевой упор о бруствер, пригорок, оконный проём или другие элементы местности (хотя допускалась стрельба стоя или лёжа). Позднее был добавлен двуногий станок, который сделал наиболее удобной стрельбу из положения сидя. Для того, чтобы станция передачи команд фиксировала положение ракеты относительно линии визирования и чтобы оператор чётче видел ракету в полёте, на боковых поверхностях корпуса были размещены пиропатроны. Комплекс не требовал для себя оборудованной огневой позиции, мог применяться на любой местности. Благодаря своей малой массе комплекс был особенно востребован для воздушно-десантных и аэромобильных операций, а также для применения в лесистой и горной местности, при форсировании водных преград и тому подобных тактических ситуациях. В обороне комплекс мог применяться для усиления системы огня подразделения на танкоопасных направлениях.

## Тактико-технические характеристики
Ниже представлены тактико-технические характеристики комплекса:
- Категория мобильности комплекса: носимый, запуск с плеча
- Система наведения: командная по проводам
- Тип ракетного двигателя: твердотопливный
- Тип боевой части: кумулятивная
- Боевая масса комплекса: 12,2 кг (27 фунтов)
- Эффективная дальность стрельбы: 460—1370 м (500—1500 ярдов)

## Хронология
Ниже приводится история проекта с официального сайта Армии США:
Предыстория
- Июль—сентябрь 1959 — Управление ракетного вооружения Армии США (AOMC) предложило вышестоящему командованию одобрить разработку тяжёлого противотанкового комплекса средней дальности. От Управления начальника научно-исследовательской работы пришёл отказ, мотивированный тем, что необходимости в такого рода оружии на данном этапе нет.
- Сентябрь 1961 — Агентство баллистических ракет Армии США (ABMA) рекомендовало вышестоящему командованию одобрить разработку тяжёлого противотанкового комплекса на основе аванпроекта компании «Макдоннелл».
- 8 марта 1962 — Континентальное командование Армии США (CONARC) сформулировало перечень тактико-технических требований — руководство по разработке носимого среднего противотанкового/штурмового комплекса плечевого пуска.
- 15 мая 1962 — Управление начальника вооружения Армии США (OCO) издало директиву, в соответствии с которой руководство проектом возлагалось на Лабораторию баллистических исследований (BRL).
- Сентябрь-октябрь 1962 — Лаборатория баллистических исследований запросила Управление ракетных войск Армии США о выделении средств на изготовление и испытания опытного образца станкового ПТРК от «Макдоннелл».

История
- Октябрь 1962 — Лаборатория баллистических исследований сформулировала перечень качественных характеристик (QDRI) предъявляемых к разрабатываемому перспективному образцу вооружения.
- Ноябрь 1962 — Лаборатория баллистических исследований к военной промышленности с предложением подачи промышленных предложений (заявок) на конкурсный отбор среднего противотанкового ракетного комплекса. Откликнулись 19 компаний со своими проектами.
- Май—ноябрь 1963 — Управление боевых разработок Армии США (CDC) провело исследование, по результатам которого вышестоящему командованию было рекомендовано продолжать разработку семейства ракетного вооружения, включая средний противотанковый ракетный комплекс.
- Июль 1963 — Лаборатория баллистических исследований завершила рассмотрение поданных заявок. По итогам рассмотрения вышестоящему командованию было рекомендовано утвердить выделение средств на дальнейшую разработку опытного образца «Макдоннелл».
- Ноябрь 1963 — Управление материально-технического снабжения Армии США рекомендовало Управлению ракетных войск вести совместную разработку двух опытных прототипов среднего противотанкового ракетного комплекса на конкурсной основе — частным подрядчиком («Макдоннелл») и казённым учреждением (Лабораторией баллистических исследований).
- 31 августа 1964 — Управлением материально-технического снабжения заключен контракт сроком на год с компанией «Макдоннелл» на проведение опытно-конструкторских работ и испытаний системы наведения ракет по проводам на расстоянии до тысячи метров для переносного среднего противотанкового ракетного комплекса.
- 1 апреля 1965 — образован постоянно действующий офис проекта (MAW Project Office) при Управлении ракетных войск.
- 1 июля 1965 — завершилась передача руководящих полномочий и технической документации от Лаборатории баллистических исследований к постоянно действующему офису проекта.
- Сентябрь 1965 — завершена программа совместных испытаний.
- 8 октября 1965 — образец «Макдоннелл» признан победителем испытаний.
- 10 ноября 1965 — Заместитель начальника управления ракетных войск по сухопутным вооружениям распорядился переориентировать разработку альтернативного проекта (DC-MAW) на создание лёгкого противотанкового ракетного комплекса.
- 25 февраля 1966 — Управлением материально-технического снабжения заключен контракт с компанией «Макдоннелл» на проведение опытно-конструкторских работ и испытаний среднего противотанкового ракетного комплекса.
- 3 марта 1966 — Начальник научно-исследовательской работы Армии США утвердил проект среднего противотанкового ракетного комплекса компании «Макдоннелл».
- 1 сентября 1966 — «Макдоннелл» получила контрактное письмо.

- 30 ноября 1966 — контрактное письмо подтверждено и уточнено в новом контракте, согласно положениям которого предписывалось сосредоточить усилия разработчиков на варианте среднего противотанкового ракетного комплекса со станком-двуногой.
- 10 марта 1967 — Министерство обороны США утвердило словесное название для варианта среднего противотанкового ракетного комплекса со станком — «Дракон».

Последующие события
- 16 июня 1967 — первый неуправляемый «Дракон» отстрелян на полигоне на мысе Кеннеди для проверки нормальной работы ракетного двигателя.

## Дальнейшее развитие задела
|             |             |             |             |             |             |  |  |                     |                     |                     |                     |                     |                     |  |  | HAW (1964) | HAW (1964) | HAW (1964) | HAW (1964) | HAW (1964) | HAW (1964) |  |  |               |               |               |               |                     |               |               |  | AHAMS (1978)     | AHAMS (1978)     | AHAMS (1978)     | AHAMS (1978)     | AHAMS (1978)     | AHAMS (1978)     |  |  |                   |                   |                   |                   |                   |                   |
|             |             |             |             |             |             |  |  |                     |                     |                     |                     |                     |                     |  |  | HAW (1964) | HAW (1964) | HAW (1964) | HAW (1964) | HAW (1964) | HAW (1964) |  |  |               |               |               |               |                     |               |               |  | AHAMS (1978)     | AHAMS (1978)     | AHAMS (1978)     | AHAMS (1978)     | AHAMS (1978)     | AHAMS (1978)     |  |  |                   |                   |                   |                   |                   |                   |
| BRAT (1959) | BRAT (1959) | BRAT (1959) | BRAT (1959) | BRAT (1959) | BRAT (1959) |  |  | Tow Sidekick (1961) | Tow Sidekick (1961) | Tow Sidekick (1961) | Tow Sidekick (1961) | Tow Sidekick (1961) | Tow Sidekick (1961) |  |  | MAW (1964) | MAW (1964) | MAW (1964) | MAW (1964) | MAW (1964) | MAW (1964) |  |  | Dragon (1967) | Dragon (1967) | Dragon (1967) | Dragon (1967) | Dragon (1967)       | Dragon (1967) |               |  | Dragon II (1980) | Dragon II (1980) | Dragon II (1980) | Dragon II (1980) | Dragon II (1980) | Dragon II (1980) |  |  | Dragon III (1989) | Dragon III (1989) | Dragon III (1989) | Dragon III (1989) | Dragon III (1989) | Dragon III (1989) |
| BRAT (1959) | BRAT (1959) | BRAT (1959) | BRAT (1959) | BRAT (1959) | BRAT (1959) |  |  | Tow Sidekick (1961) | Tow Sidekick (1961) | Tow Sidekick (1961) | Tow Sidekick (1961) | Tow Sidekick (1961) | Tow Sidekick (1961) |  |  | MAW (1964) | MAW (1964) | MAW (1964) | MAW (1964) | MAW (1964) | MAW (1964) |  |  | Dragon (1967) | Dragon (1967) | Dragon (1967) | Dragon (1967) | Dragon (1967)       | Dragon (1967) |               |  | Dragon II (1980) | Dragon II (1980) | Dragon II (1980) | Dragon II (1980) | Dragon II (1980) | Dragon II (1980) |  |  | Dragon III (1989) | Dragon III (1989) | Dragon III (1989) | Dragon III (1989) | Dragon III (1989) | Dragon III (1989) |
|             |             |             |             |             |             |  |  |                     |                     |                     |                     |                     |                     |  |  |            |            |            |            |            |            |  |  |               |               |               |               | Tank Breaker (1978) |               |               |  |                  |                  |                  |                  |                  |                  |  |  |                   |                   |                   |                   |                   |                   |
|             |             |             |             |             |             |  |  |                     |                     |                     |                     |                     |                     |  |  |            |            |            |            |            |            |  |  |               |               |               |               |                     |               |               |  |                  |                  |                  |                  |                  |                  |  |  |                   |                   |                   |                   |                   |                   |
|             |             |             |             |             |             |  |  |                     |                     |                     |                     |                     |                     |  |  |            |            |            |            |            |            |  |  |               |               |               |               |                     |               | IMAAWS (1981) |  |                  |                  |                  |                  |                  |                  |  |  |                   |                   |                   |                   |                   |                   |
|             |             |             |             |             |             |  |  |                     |                     |                     |                     |                     |                     |  |  |            |            |            |            |            |            |  |  |               |               |               |               |                     |               |               |  |                  |                  |                  |                  |                  |                  |  |  |                   |                   |                   |                   |                   |                   |
|             |             |             |             |             |             |  |  |                     |                     |                     |                     |                     |                     |  |  |            |            |            |            |            |            |  |  |               |               |               |               |                     |               |               |  | SMAW (1983)      |                  |                  |                  |                  |                  |  |  |                   |                   |                   |                   |                   |                   |
|             |             |             |             |             |             |  |  |                     |                     |                     |                     |                     |                     |  |  |            |            |            |            |            |            |  |  |               |               |               |               |                     |               |               |  |                  |                  |                  |                  |                  |                  |  |  |                   |                   |                   |                   |                   |                   |

ПТРК «Дракон» вобрал в себя практически все черты указанного варианта MAW. Основные отличия ПТРК «Дракон» от MAW:
Эффективная дальность стрельбы
- Снижена минимальная дальность стрельбы (с 460 до 65 метров)
- Снижена максимальная дальность стрельбы (с 1370 до 950 метров)

Прицельные приспособления
- Усовершенствованы прицельные приспособления
- Добавлена возможность установки ночного прицела

Положение для стрельбы
- Основное положение для стрельбы — сидя (ранее — стоя из окопа с локтевым упором)

Дизайн обоих комплексов практически идентичен за некоторыми особенностями.